# 疾病分類學
疾病分類學（英語：nosology）是医学的一个分支，主要涉及疾病分类。18世纪，卡尔·林奈及菲利普·皮内尔首先进行了疾病分类。19世纪在精神病学领域，埃米尔·克雷佩林对精神疾病进行了分类。